# Sierra Pelada (provincia de Alicante)
La sierra Pelada (en valenciano, Serra Pelada) es una sierra española, localizada en la provincia de Alicante en los municipios de San Vicente del Raspeig y Muchamiel.
A veces es conocida incorrectamente como sierra del Sabinar o Loma del Sabinar por el nombre de su cima y vértice geodésico, El Sabinar, de 469 m s. n. m..
La sierra Pelada a un lado y Penyes Roges al otro, forman el valle del Sabinar, espacio natural de referencia en la comarca del Campo de Alicante.
La parte de la sierra dentro del término municipal de Muchamiel está incluida por su ayuntamiento en la microrreserva de flora y paraje natural municipal Bec de l'Àguila. Sin embargo, la parte de la sierra de San Vicente del Raspeig (la mayoría) no forma parte de protección municipal por su ayuntamiento.
A su vez, toda la sierra Pelada sí goza de una protección superior a la municipal, al ser parte de la ZEPA de la Red Natura 2000 de Monnegre.

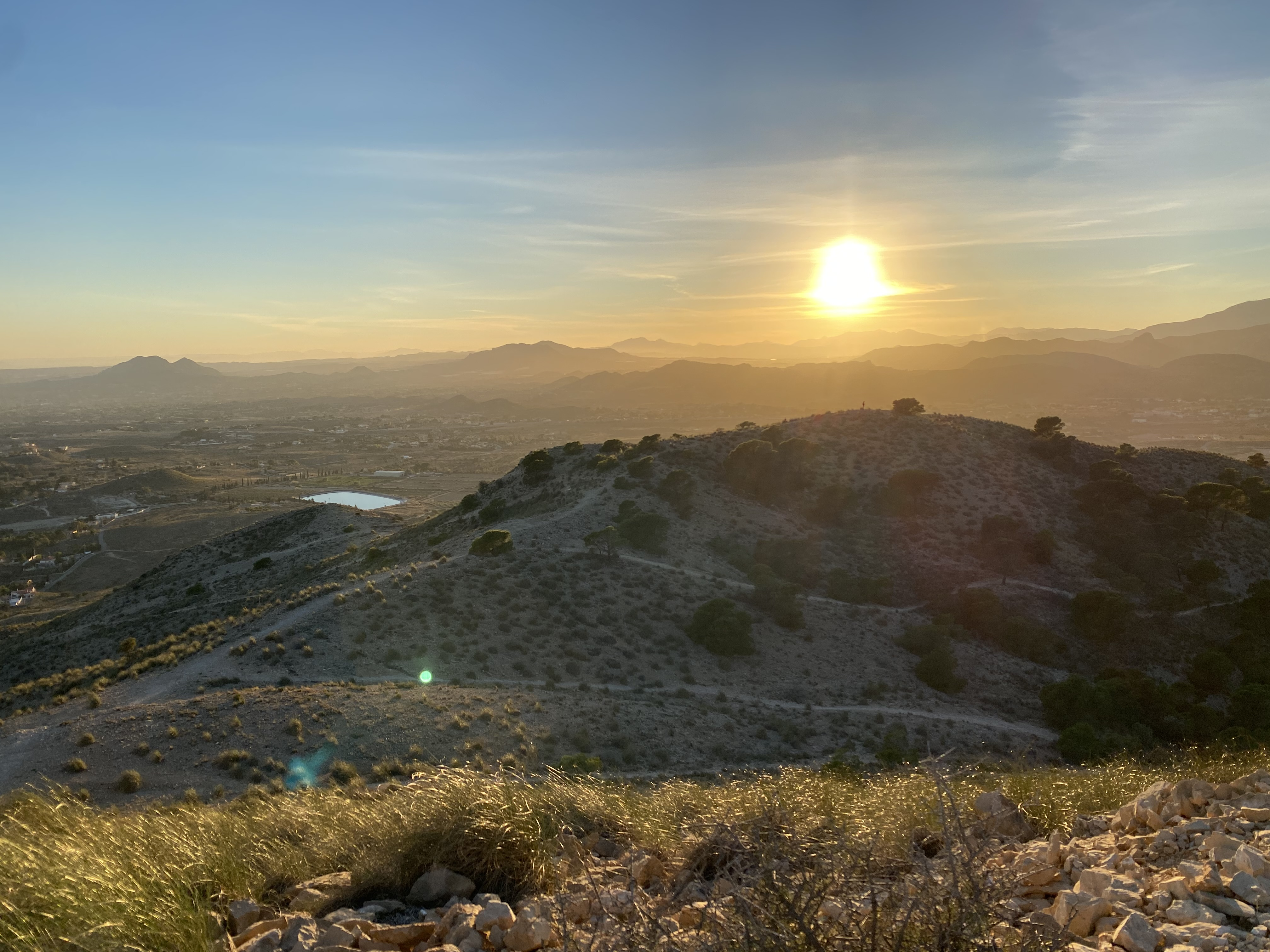
Sierra Pelada desde la cumbre del Sabinar en San Vicente del Raspeig.

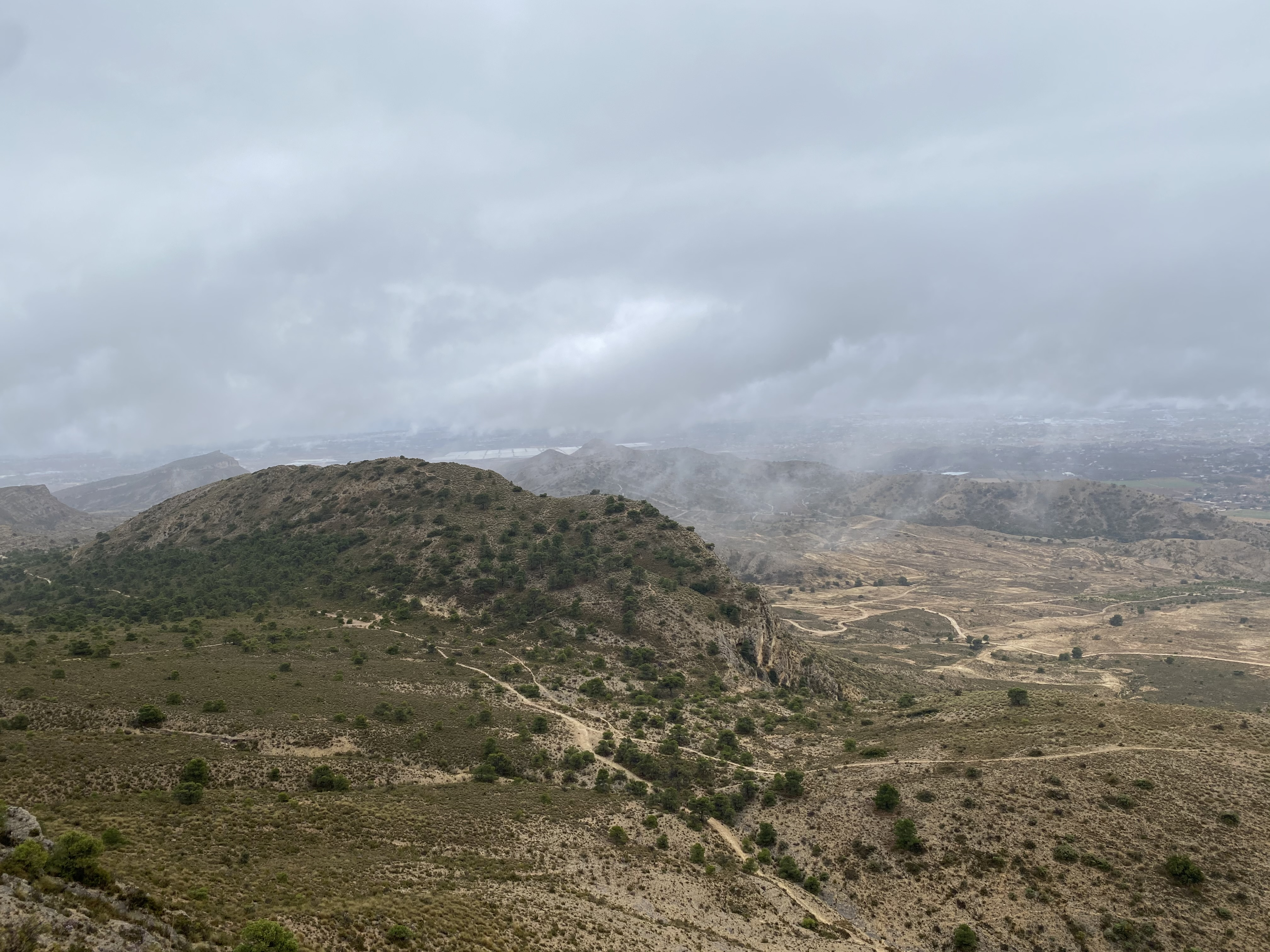
Sierra de Penyes Roges y detrás la sierra Pelada, vistas desde la Sierra de La Escobella.

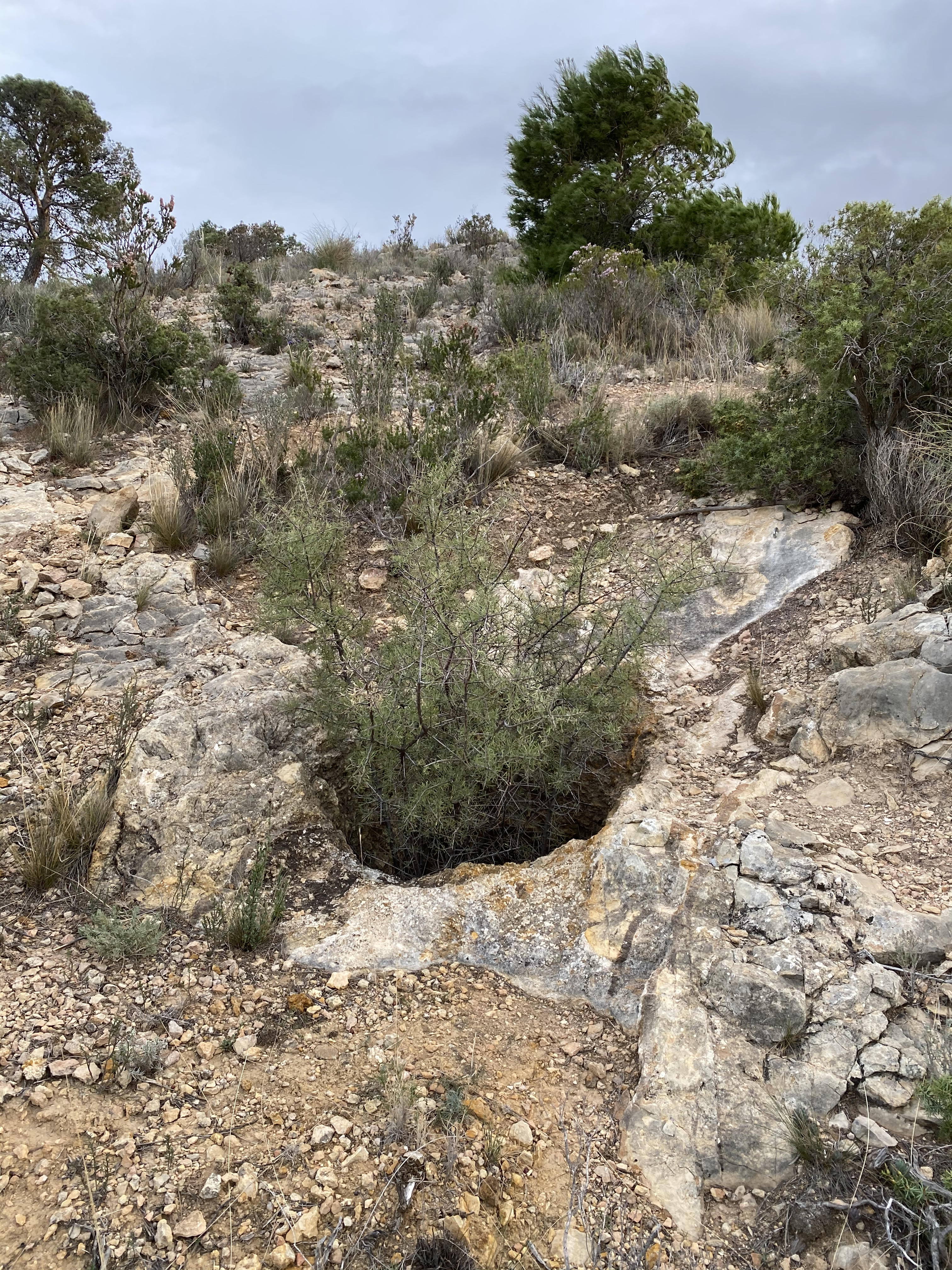
Bocamina en la cresta de Sierra Pelada en San Vicente del Raspeig perteneciente a las minas de ocre del Sabinar.

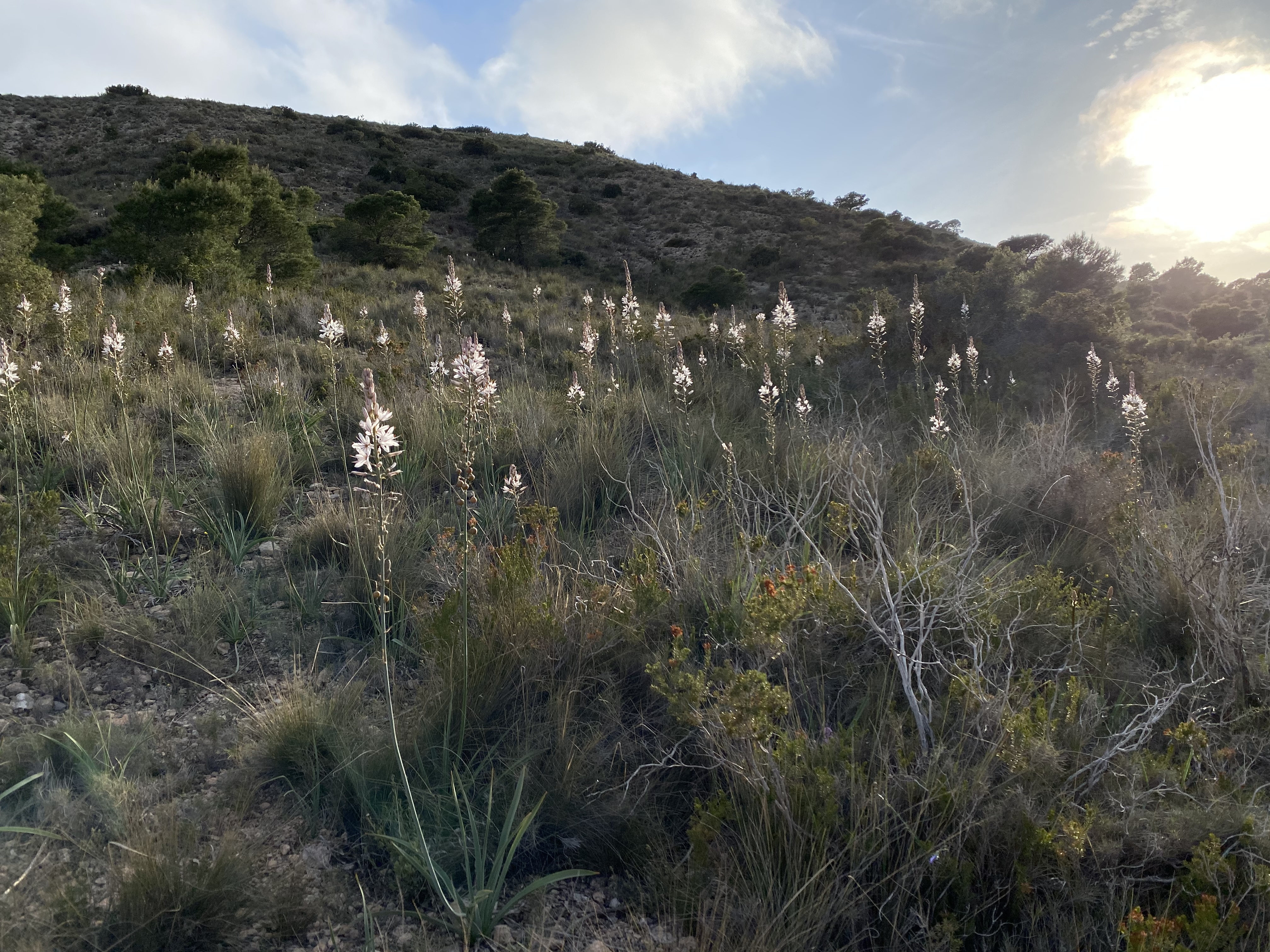
Los gamones son una planta típica en la sierra Pelada en San Vicente del Raspeig.

## Toponimia
El topónimo oficial y normalizado es sierra Pelada (igualmente utilizado en valenciano, Serra Pelada). A veces es conocida incorrectamente como sierra del Sabinar o Loma del Sabinar por el nombre de su cima y vértice geodésico, El Sabinar, de 469 m s. n. m..
El topónimo Pelada probablemente alude a la ausencia de vegetación densa, referenciando su aspecto “pelado” o despejado. Este uso descriptivo identifica cimas o espacios poco arbolados.
Respecto al topónimo Sabinar se refiere a la existencia del árbol Juniperus sabina o, más probable, del arbusto Juniperus phoenicea de la familia de las cupresáceas. Se desconoce si existió un bosquecillo de sabinas, plantadas cuando la creación de una colonia agrícola en el siglo XX. Según investigaciones del Cercle d'Estudis Sequet però Sanet existen dos hipótesis: que el nombre se refiera a la existencia de un gigantesco ciprés en los aledaños de la hacienda-colonia (dicho ciprés fue quemado en acto vandálico), o que se deba a los ecosistemas vegetales propios de las laderas de la sierra Pelada (tomillar con presencia de Juniperus phoenicea).
Otro ejemplo de la consolidación del topónimo Sabinar es que da nombre al sistema de explotación minera minas del Sabinar, o el valle del Sabinar que es el espacio natural de referencia del norte de San Vicente del Raspeig.

## Historia
En el siglo XIX existen las primeras referencias documentales al topónimo El Sabinar, concretamente en 1891 tras concesión pública de la explotación de ocre al empresario Federico Ghiglione Brotons dentro del sistema conocido como minas del Sabinar.
El geólogo Daniel Jiménez de Cisneros y Hervás citó la "Loma del Sabinar" (en referencia a Sierra Pelada) en diversos artículos publicados en el Boletín de la Real Sociedad Española de Historia Natural en la primera década del siglo XX.

## Geografía
La sierra Pelada forma parte de las últimas estribaciones béticas, con un relieve modesto (máx. 469 m en El Sabinar) posee unas vistas privilegiadas de la bahía de Alicante. Como su topónimo Pelada indica, posee aspecto árido y escasa cobertura vegetal. A nivel geológico, se compone mayoritariamente de calizas y margas mesozoicas, con vetas de ocre (óxidos de hierro), hecho que la hizo propicia para ser una montaña minera.
Por el piedemonte de sierra Pelada discurren dos cursos de agua claves en la comarca del Campo de Alicante, el barranco de Cocons en su umbría, y la rambla de Orgegia en su solana. El barranco de Cocons que se inicia en la sierra del Güendo, bordea toda la sierra Pelada donde se fusiona aguas abajo con el barranco del Boter recibiendo el nombre de rambla del Juncaret ya hasta su desembocadura en la playa de la Albufereta. En la otra ladera de la sierra Pelada junto al Tossal Redó se inicia la rambla de Orgegia.
En la actualidad, es un enclave de referencia en el deporte de montaña del entorno con cantidad de rutas para senderismo, trail running y ciclismo de montaña.

## Espacios protegidos
La parte de la sierra dentro del término municipal de Muchamiel está incluida por su ayuntamiento en la microrreserva de flora y paraje natural municipal Bec de l'Àguila. Sin embargo, la parte de la sierra de San Vicente del Raspeig (la mayoría) no forma parte de protección municipal por su ayuntamiento.
A su vez, toda la sierra Pelada sí goza de una protección superior a la municipal, al ser parte de la ZEPA de la Red Natura 2000 de Monnegre.

## Minas de ocre
Las minas del Sabinar son un yacimiento de minas subterráneas situado en la Sierra Pelada y en el Tossal Redó, que se extiende por los términos municipales de Muchamiel y San Vicente del Raspeig.
Las minas del Sabinar estuvieron activas, al menos, entre 1878 y 1945, provocando que la sierra Pelada esté perforada subterráneamente de extremo a extremo mediante galerías y pozos. Llegaron a producir decenas de miles de toneladas de ocre, que se utilizaba como pigmento, muy valorado internacionalmente principalmente en el mercado británico. En la actualidad constituyen un interesante patrimonio geológico, cultural y ambiental, aunque con condiciones de acceso peligrosas que requieren máxima prudencia.

## Cumbres
Su cima es El Sabinar que posee una altura de 469 m.
| Cumbre     | Altura | Municipios donde se ubica           |
| ---------- | ------ | ----------------------------------- |
| El Sabinar | 469 m  | San Vicente del Raspeig y Muchamiel |